# Hada bryoptera
Hada bryoptera är en fjärilsart som beskrevs av Rudolf Püngeler 1900. Hada bryoptera ingår i släktet Hada och familjen nattflyn. Inga underarter finns listade i Catalogue of Life.